# Осада Триполи
Осада Триполи (август 1551) — захват Османской империей крепости Триполи в Африке, защищаемой Мальтийскими рыцарями.

## Предыстория
Триполи был захвачен императором Священной Римской империи Карлом V ещё в 1510 году. В 1522 году султан Сулейман I сумел захватить остров Родос, долгое время бывший оплотом рыцарей ордена Святого Иоанна. Выжившим рыцарям было дозволено покинуть остров, и они отплыли на Кипр. После того, как рыцари несколько лет провели без наличия постоянного пристанища, В 1530 году император Карл V даровал им остров Мальта, а также Триполи. С 1531 года Хайр-ад-Дин Барбаросса сделал своей базой расположенный восточнее Триполи город Таджура.

## Ход событий
В августе 1551 года османские войска под командованием Синаюддин Юсуф-паши окружили город, на море им помогал флот под командованием знаменитого корсара Тургут-реиса. Город обороняли 30 рыцарей под командованием Гаспара де Валье и 630 наёмников из Калабрии и Сицилии. Окружив город, османские войска установили три 12-пушечные батареи и начали бомбардировку. Вскоре осаждённый гарнизон взбунтовался, и Гаспар де Валье был вынужден начать переговоры о капитуляции.
15 августа, после шести дней осады, город сдался. Благодаря вмешательству французского посла при Османском дворе рыцари (большинство из которых были французами) были отпущены на Мальту, наёмники же были проданы в рабство.

## Итоги и последствия
Осада Триполи стала первым сражением новой Итальянской войны, явившись демонстрацией франко-турецкого альянса. В 1553 году султан Сулейман I сделал Тургут-реиса командиром Триполи, и тот сделал этот город своей базой для пиратских рейдов по Средиземноморью.